# Жеребцово (село, Новосибирская область)
Жеребцово — село в Новосибирском районе Новосибирской области. Входит в состав Плотниковского сельсовета.

## География
Располагается в 15 км к востоку от города Новосибирска,
Рельеф не ровный, впадины сменяются возвышенностями. Растительность — преимущественно берёзовый лес, на территории есть небольшое ключевое озеро и мелкие пруды. Озеро является источником поливной воды для дач, а также прекрасным местом отдыха, купания и рыбалки. Место спокойное, живописное.

## Население
| 2002 | 2007 | 2010 |
| ---- | ---- | ---- |
| 210  | ↗332 | ↘215 |